# Equisetum rothmaleri
Equisetum rothmaleri är en fräkenväxtart som beskrevs av C. Page. Equisetum rothmaleri ingår i släktet fräknar, och familjen fräkenväxter. Inga underarter finns listade i Catalogue of Life.